# Oskar Eberhard Ulbrich
Oskar Eberhard Ulbrich ( 1879 - 1952 ) fue un profesor, botánico, micólogo, y pteridólogo alemán. Trabajó por largos años en el "Botanischen Institut und Museum" (Hauptpilzstelle) de la Universidad de Berlín.

## Algunas publicaciones
- 1905. “Uber die systematische Gliederung und geographische Verbreitung der Gattung Anemone L. Bot. Jahrb. Syst. 37: 172 - 257, 38: 257 - 334

## Especializaciones
Trabajó intensivamente en Amaranthaceae y en Chenopodiaceae y con el botánico suizo P. Aellen ajustaron el género Aellenia en la familia de las amarantáceas.

## Honores

### Eponimia
Género
- (Malvaceae) Ulbrichia Urb.[1]

Especies
- (Chenopodiaceae) Chenopodium ulbrichii Aellen[2]

- (Ericaceae) Pieris ulbrichii H.Lév.[3]

- (Ericaceae) Psammisia ulbrichiana Hoerold[4]

- (Fabaceae) Brongniartia ulbrichiana Harms[5]

- (Fabaceae) Astragalus ulbrichii Kuntze[6]

- (Fabaceae) Lupinus ulbrichianus C.P.Sm.[7]

- (Malvaceae) Abutilon ulbrichii Fryxell[8]

- (Malvaceae) Pavonia ulbrichiana Kearney[9]

- (Ranunculaceae) Ranunculus ulbrichii Engl.[10]

- (Ranunculaceae) Anemonoides ulbrichiana (Diels) Holub[11]

- La abreviatura «Ulbr.» se emplea para indicar a Oskar Eberhard Ulbrich como autoridad en la descripción y clasificación científica de los vegetales.[12]

## Fuente
- Zander, R., Fritz Encke, Günther Buchheim, Siegmund Seybold. 1984. Handwörterbuch der Pflanzennamen. Ulmer Verlag. Stuttgart. ISBN=3-8001-5042-5